# Грамматика английского языка
Грамматика английского языка — грамматический строй английского языка, а также научное исследование и описание этого грамматического строя. Предметами рассмотрения грамматики английского языка являются морфология и синтаксис данного языка.
Грамматический строй английского языка претерпел значительные изменения с течением веков: из флективного синтетического древнеанглийского он стал в значительной мере аналитическим. Эти и другие изменения изучает история английского языка и её раздел историческая грамматика английского языка. В данной статье рассматривается главным образом грамматика современного английского языка.
Она обладает аналитическими чертами. Система склонения почти полностью исчезла; некоторые её остатки есть у местоимений. Система спряжения глаголов представлена преимущественно аналитическими формами, а набор синтетических ограничивается тремя собственно глагольными формами (две из них относятся к настоящему времени и одна к прошедшему), тогда как аналитические образуются сочетаниями вспомогательных глаголов с причастиями смысловых глаголов. Определение предшествует определяемому и не имеет морфологических показателей согласования с ним. Имеются неопределённый и определённый артикли

## Местоимения
Классификация местоимений осуществляется по их семантике, морфологическим характеристикам и синтаксическим ролям.
Некоторые разряды местоимений занимают синтаксические позиции существительных (подлежащее или дополнение) и в некоторых классификациях называются местоименными существительными. К ним относятся местоимения, обозначающие говорящего (говорящих), адресата высказывания и предмет речи. Это традиционные личные местоимения, имеющие по две падежных формы: в начальной форме — общем падеже (англ. Common case) они выступают в качестве подлежащего, субъекта (I, we, you, he, she, it, they), а в форме косвенного — объектного падежа (objective case) в роли всех видов дополнений (me, us, you, him, her, it, them). Эти местоимения делятся на два числа и три лица; в третьем лице единственного числа у них различают одушевленность (he, she) и неодушевленность (it), а у одушевлённых мужской (he) и женский (she) род. Помимо личных местоимений к местоименным существительным относят возвратные (myself: I can see myself in the mirror), часть вопросительных (who? what?), относительных, неопределенных (somebody, anybody, something, anything) и отрицательных (nobody, nothing) местоимений.
К местоименным прилагательным относят притяжательные местоимения, а также часть вопросительных, относительных, неопределенных и отрицательных местоимений, которые в словосочетаниях и предложениях играют роль определений.
Местоимения, способные выполнить функции обстоятельства, относят к местоименным наречиям.

### Личные местоимения
В широком смысле к личным местоимениям можно отнести все те местоимения, которые имеют грамматические категории лица и числа.
В узком смысле к личным местоимениям традиционно относят имеющие эти категории местоименные существительные, не принадлежащие к возвратным.

#### Личные местоимения в узком смысле
Они относятся к 1) одному из трёх лиц, обозначающих говорящего, адресата или предмет речи, 2) одному из двух чисел — единственному или множественного и имеют две формы: общего падежа для обозначения подлежащего и объектного падежа для обозначения дополнений. Отличные от форм множественного числа формы второго лица единственного числа вышли из употребления. В третьем лице единственного числа различаются одушевлённость и неодушевленность, а у одушевлённых различают мужской и женский род.
| Лицо, число | Основной падеж  | Косвенный падеж  |
| ----------- | --------------- | ---------------- |
| 1 л. ед.ч.  | I               | me               |
| 2 л. ед.ч.  | you (уст. thou) | your (уст. thee) |
| 3 л. ед.ч.  | he /she / it    | him / her / it   |
| 1 л. мн.ч.  | we              | us               |
| 2 л. мн.ч.  | you             | your             |
| 3 л. мн.ч.  | they            | them             |

#### Личные местоимения в широком смысле
Личные местоимения в широком понимании в английском языке имеют пять форм:
- Основной падеж — местоимение занимает позицию подлежащего.
- Косвенный падеж применяется после предлогов и у прямых дополнений переходных глаголов.
- Зависимые притяжательные местоимения занимают позицию определения при существительном (то есть равны прилагательным), а независимые, в основном, занимают позицию сказуемого (ср. This is my book «Это моя книга» и This book is mine «Эта книга — моя»; существует также архаичный оборот притяжательности типа of mine, равный по значению притяжательным зависимым местоимениям).
- Возвратные местоимения аналогичны русскому сам, самому, самого, себе и т. д.

Местоимение 1-го лица единственного числа (I) в основном падеже пишется с большой буквы. Местоимение 2-го лица (you) в современном языке используется для обоих чисел, но встречается также крайне архаичное местоимение единственного числа thou, преимущественно в религиозных книгах, возвышенном стиле.
Местоимения he и she применяются для людей (первое мужского рода, второе женского), а it — для животных и неодушевлённых предметов.
| Лицо, число  | Основной падеж  | Косвенный падеж | Притяж. (зависимые) | Притяж. (независимые) | Возвратные                 |
| ------------ | --------------- | --------------- | ------------------- | --------------------- | -------------------------- |
| 1 л., ед.ч.  | I               | me              | my                  | mine                  | myself                     |
| 2 л., ед.ч.  | you (уст. thou) | you (уст. thee) | your (уст. thy)     | yours (уст. thine)    | yourself (уст. thyself)    |
| 3 л., ед.ч.  | he / she / it   | him / her / it  | his / her / its     | his / hers / its      | himself / herself / itself |
| 1л., мн.ч.   | we              | us              | our                 | ours                  | ourselves                  |
| 2 л., мн.ч.. | you             | you             | your                | yours                 | yourselves                 |
| 3 л., мн.ч.  | they            | them            | their               | theirs                | themselves                 |

### Другие разряды местоимений
Помимо личных, в английском языке присутствуют следующие классы местоимений:
- Указательные: this / these (этот / эти), that / those (тот / те), the same (тот же), such (такой)
- Вопросительные: who (кто?; спрягается, кос.п. — whom кого?, притяж. — whose чей?), what (что?), which (который?), when (когда?), why (почему?), where (где?), how (как?).
- Относительные, совпадают с вопросительными, вводят придаточные предложения (как «тот, кто», «там, где» и т. д.)
- Взаимные: each other, one another (друг друга)

## Артикли
В английском языке два артикля: определённый («индивидуализирующий») артикль the и неопределенный («классифицирующий») артикль a (an). В случае отсутствия артикля говорят о нулевом артикле. В английском языке определённый артикль используется с любыми существительными (и субстантивированными прилагательными), а неопределенный артикль — только с исчисляемыми существительными в форме единственного числа. Артикли относятся к классу определителей (англ. determiners). К определителям относятся артикли, указательные (this, that, these, those) и притяжательные местоимения (my, your, his, her, our, their), существительные и имена собственные в притяжательной форме (напр. to Mr. Smith store). Прилагательные, сами по себе, определителями не являются. Наличие перед существительным одного определителя исключает использование любых других определителей, которые относятся к данному существительному. Например, словосочетание my house не может использоваться с артиклем, так как уже есть притяжательное местоимение my.
Артикль употребляется непосредственно перед существительным, но при наличии других определений — перед ними, за некоторыми исключениями, а именно: a/an употребляется после what в восклицательных предложениях; после such, quite (иногда также rather); после прилагательных, определённых наречиями so, too; артикль the употребляется после местоимений all, both.

### Неопределённый артикль
Неопределённый артикль имеет два орфографических и фонетических варианта: a /ə/ и an /ən/. Первый употребляется перед словами, начинающимися на согласную, второй — на гласную. Необходимо иметь в виду, что в английском языке иногда «согласные» буквы передают гласные звуки, и наоборот, например: an hour /ən ˈaʊə/, a union /ə ˈju: njən/. Неопределённый артикль имеет общее происхождение с числительным one «один», из-за чего употребляется только с исчисляемыми существительными в единственном числе. Артикль a/an употребляется в следующих случаях:
- Перед именной частью сказуемого: He is a doctor. «Он — врач»;
- Для обозначения класса предметов в двух контекстах:

а) при противопоставлении или сравнении: I wear a cap in summer and a hat in autumn. «Летом я ношу кепку, и/а осенью шапку»;
б) в позиции подлежащего: An elephant is huge. «Слон (любой, все слоны) большой» (это характерно для разговорного стиля);
особый случай — наличие «классифицирующего определения», имя при котором употребляется либо во множественном числе без артикля, либо в единственном с неопределённым артиклем: A letter which is written by pencil is difficult to read. «Письмо (любое), написанное карандашом, трудно читать»;
- Перед именем в роли приложения: My friend, a school teacher,… «Мой друг, школьный учитель,…»;
- В других позициях, в том числе дополнения, обстоятельства т.д., если предмет неизвестен, вводится впервые или не конкретен, допустим любой предмет из класса:

Give me a pen. «Дай мне ручку» (любую, какую-нибудь, ср. give me the pen — «дай ручку (конкретную, ты знаешь, какую)»;
He lived in a small town. «Он жил в (каком-то, одном) маленьком городе»;
- В значении числительного «один»: I can’t say a word. «Не могу и [одного, ни одного] слова сказать»;

Частный случай — употребление a/an перед числительными hundred «сто, сотня», thousand «тысяча», dozen «дюжина» и т. п., в таких случаях артикль может быть заменен на one, особенно в формальной речи, ср. разг. I have a hundred dollars. и форм. I have one hundred dollars. «У меня есть [одна] сотня долларов»;
- В устойчивых выражениях: a piece of advice; a lot of; to go for a walk;
- Перед описательными прилагательными: a cold May; a young moon;
- Частные случаи (употребление артикля после других определителей):

- В восклицательных предложениях после what: What a wonderful day! «Что за удивительный день!»;
- После слов quite «совсем», such «такой», иногда также rather «довольно»: It’s such an interesting book! «Это такая интересная книга!»;
- После прилагательных, определённых наречиями so, too: It’s not so simple a problem as it seems. «Это не такая простая проблема, как кажется».

Необходимо иметь в виду, что во всех приведённых выше контекстах при употреблении слов во множественном числе, а также неисчисляемых, неопределённый артикль не используется (но могут употребляться такие слова, как some «несколько», any «какой-то, какие-то»). В первых четырёх случаях также возможно употребление определённого артикля, если предмет известен, упоминался ранее, конкретен.

### Определённый артикль
Определённый артикль the имеет общее происхождение с указательными местоимениями, употребляется без изменений с любыми именами существительными. Он имеет два фонетических варианта: /ðɪ/ перед гласными и /ðə/ перед согласными. Определённый артикль употребляется в следующих случаях:
- Перед существительными, с выраженной определённостью. Определённость выражается с помощью «индивидуализирующих определений», таких как:

- определительные предложения (то есть, присутствует разъяснение which, who, that): The cat, which I saw there, was black. «Кошка, которую я видел там, была чёрной»
- причастные обороты: The man sitting near you is my brother. «Человек, сидящий около тебя, мой брат»
- обороты с предлогами: The pictures in this book are very nice. «Картинки в этой книге очень хорошие»
- слова last «последний», only «единственный», next «следующий», very «очень, самый»: from the very beginning to the very end
- прилагательные в превосходной степени: the tallest peak; the oldest building; the most grumpiest cat
- порядковые числительные (в значении числительных): the lift to the third floor.

- Перед существительными с подразумеваемой определённостью:

- известно, что это за предмет (например, предмет уже упоминался): Give me the pen. «Дай мне ручку (не какую-то, а определённую, я и ты понимаем, какую именно)»;
- предмет единственный вообще или в данных условиях: The Sun is very hot. «Солнце (оно одно, других не существует) очень горячее»; Call the captain. «Позовите капитана (на судне только один капитан)»
- известно точное количество вещества: The oil is being changed right now — «[Цена] нефти [а именно, барреля нефти] меняется»

- Для обобщения:

- перед существительными во множественном числе для обозначения каждого элемента ограниченного множества, даже если об этих элементах ничего не известно:

The students of our university learn English. «[Все] студенты нашего университета учат английский»
Students learn English «Студенты [не все поголовно, но некоторые] учат английский»
Squares have four sides. «Квадраты [неограниченное множество] имеют четыре стороны»
The cats passed by me «[Все] кошки [которых видел тот, кто это описывает] прошли мимо меня»
- перед существительными в единственном числе для обозначения класса объектов:

The elephant is gigantic. «Слон (любой, все слоны) огромен» (более формальный, книжный вариант аналогичного предложения с неопределённым артиклем, в то время как стилистически нейтральный вариант — употребление множественного числа без артикля)
The bug ate our crops — «Жучок [не жучки, а жучок как класс] съел наш урожай».
- перед семейными фамилиями, национальностями, племенами во множественном числе для обозначения всех её представителей: the Smiths; the Russians; the Celts
- перед прилагательными и причастиями в значении группы объектов, обладающих данным признаком: the blind — слепые; the homeless — бездомные; the rich — богачи
- перед субстантивированными прилагательными: the died — умершие; the living — живущие;

- Случаи употребления c именами собственными:

- в наименованиях уникальных городов (the Vatican); кораблей (the Queen Mary); всемирно известных улиц (the rue de Rivoli), произведений искусства (the Mona Liza)
- в наименованиях составных географических объектов, таких как горные цепи (the Alps); архипелаги и группы островов (the Bahamas)
- в наименованиях географических объектов с предлогом of: the Tower of London; the Cape of Good Hope;
- в наименованиях водных объектов, таких как: каналы (the Suez Canal), реки (the Akhtuba), моря (the Red Sea), проливы (the Strait of Gibraltar), заливы (the Bay of Seals), течения (the Golfstream), водопады (the Victoria Fall), океаны (the Atlantic ocean), озёр без слова lake в названии (the Baikal)
- в наименованиях зданий и объектов на усмотрение собственника: the Empire state building; театров и кинотеатров: the Colosseum; отелей: the Ritz; музеев: the Prado
- в наименованиях значительных периодов времени и эпох: back to the future; the Middle Ages
- для обозначения временного состояние человека: the young Helen
- для обозначения известности человека: the Will Smith — тот самый Уилл Смит
- для обозначения индивидуализирующего прозвища или эпитета: Peter the Great; William the Conquer; Winnie the Pooh

- Другие случаи употребления:

- в устойчивых выражениях: in the morning; to the left;
- в выражениях с предлогом of, перед первым существительным, которое обозначает часть второго исчисляемого существительного: It’s the sound of a cat
- в конструкции there is/are при указании местоположения: there are three cats in the attic;
- при указании на ключевое городское здание: the station, the cinema; the theater; the library; the shop;
- при указании на значимый элемент ландшафта: the beach, the park, the river, the sea; the coast, the jungle;
- перед словами, обозначающими должность, звание или титул без указания имени собственного: the President of France; the Prime Minister; the mayor;

### Нулевой артикль
Нулевой артикль это ситуация отсутствия артикля. Она допустима следующих случаях:
- С существительными во множественном числе во всех контекстах употребления неопределённого артикля
- С вещественными, абстрактными, и другими неисчисляемыми существительными или герундиями в общем смысле (без выражения количества, принадлежности и т. д.): water, love, compassion; smoking
- При наличии перед существительным определителя в виде слов some, any, each, every, притяжательных или указательных местоимений: my sister, her book
- В вопросах, после слов what, what kind of, whose, which. Например: what person is that?
- Перед именем собственным в притяжательном падеже: John’s gun
- Перед существительным в паре c числительным, которое обозначает его номер (например: first task, Bus 21) или если между существительным и числительным стоит разделитель (например: Bus number 11, Bus № 8)
- Для экономии речевых средств, как правило, в газетных заголовках, объявлениях, инструкциях, адресах в письмах, разговорной речи, обращениях, например: come here young man;
- Если исчисляемое существительное приобретает абстрактную форму, выполняя определённую функцию: they took him to prison, she is at home in bed, he is at office;
- В перечислениях перед исчисляемыми существительными начиная со второго
- В парных словосочетаниях для двух тесно связанных предметов: like cat and dog, day after day
- В устойчивых выражениях: by mistake, no way; all day
- Перед словами, обозначающими должность (не профессию) звание или титул за которым следует имя собственное: President Lincoln was born in 1861
- Перед словами, обозначающими должность (или профессию) в единственном числе, когда она является сказуемым или дополнением и уникальной в описываемых условиях: The man on the bridge is Capitan Smith.
- Перед указанием приблизительного времени или даты (например: at midnight, winter is coming, in 1990, in June, on Monday) а также перед любой датой, перед которой стоят указатели 'next' или 'last', например: next year, last week

## Существительные

### Число
В английском языке важной характеристикой существительного является исчисляемость. Так, слово house («дом») — исчисляемое, а money («деньги») — неисчисляемое. Неисчисляемые не образуют множественного числа, а сами больше тяготеют к его значению (не присоединяют неопределённый артикль, употребляются с some, но в то же время употребляются с указательными местоимениями ед.ч., напр. this).
|              | Исчисляемые  | Неисчисляемые |
| ------------ | ------------ | ------------- |
| Ед. ч.       | *remark      | rice          |
| с some       | *some remark | some rice     |
| с a          | a remark     | *a rice       |
| Мн.ч.        | remarks      | *rices        |
| Мн.ч. с some | some remarks | *some rices   |

Исчисляемые имена могут присоединять окончание множественного числа -s (произносится /s/ после глухих согласных и /z/ после звонких). Слова, оканчивающиеся на o, s, x, sh, ch присоединяют -es /ɪz/, а слова на y преобразуют его в -ies. Большинство слов с окончанием -f(e) во множественном числе преобразуют его в -ves. Существуют некоторые исключения из общих правил: man — men, woman — women, foot — feet, tooth — teeth, goose — geese, mouse — mice, ox — oxen, child — children, sheep — sheep.

### Род
В английском языке род существительного не выражается. У людей от пола зависит употребление в отношении них местоимений he «он» и she «она», если пол неизвестен, то применяется местоимение they, даже если речь идёт об одном человеке (например, в задании: choose you partner and ask them some questions…). К животным употребляются it, если нет цели их олицетворить или обратить внимание на пол. Для обозначения неодушевлённых предметов используется it «оно, это».
У одушевлённых предметов указание на пол может выражаться дополнительными словами: she-wolf «волчица», girl-friend «подруга», man-servant «слуга-мужчина». Для образования существительных женского рода может употребляться суффикс -ess: poetess «поэтесса», lioness «львица», actress «актриса».

### Притяжательная форма (посессив)
Для выражения принадлежности могут использоваться следующие сочетания:
- Предлог: X of Y — X, принадлежащий Y, напр. scarf of a girl «шарф девушки».
- Притяжательная форма: Y’s X—X, принадлежащий Y (если Y оканчивается на -s, то -'s может прибавляться в основной форме или в виде апострофа без s (при присоединении к именам с окончанием множественного числа -s возможен только второй вариант), при этом произношение Y не изменяется). В позиции Y может стоять как одиночное существительное (girl’s scarf «шарф девушки»), так и сочетание слов ([the girl who was laughing]'s scarf «шарф девушки, которая смеялась»)
- Именное определение[англ.]: Y X—X, принадлежащий Y (Y чаще всего в единственном числе), напр. field player «полевой игрок».

## Прилагательные
Прилагательные в английском языке не имеют категории рода и числа. Обычно они располагаются непосредственно перед определяемым существительным. Если существительное определено и прилагательным, и местоимением или существительным в притяжательной форме, прилагательное стоит ближе к существительному, после другого определения. Если несколько определений выражены прилагательными, их порядок не имеет значения.

### Степени сравнения
Помимо основной, положительной степени прилагательного, в английском существуют ещё две: сравнительная («более, чем») и превосходная («самый»). Разные прилагательные образуют их по-разному.
- Односложные и двусложные прилагательные с ударением на последний слог прибавляют er в сравнительной степени и est в превосходной. При присоединении этих суффиксов на письме конечное e прилагательных выпадает; конечное y [ɪ] записывается как i (-ier, -iest); конечная согласная, идущая после краткой гласной, удваивается.
- Многосложные прилагательные образуют степени сравнения аналитически с помощью слов many/little в соответствующей степени (more/less и most/least).
- Составные прилагательные типа well-known «широко известный» образуют степени сравнения изменением соответствующих компонентов.

Имеется ряд прилагательных, образующих степени сравнения особым образом:
- «хороший» — good (well) [прим. 1] — better — best
- «плохой» — bad — worse — worst
- «маленький; малочисленный» — little — less — least
- «многочисленный» — many — more — most
- «далёкий» — far — farther/further — farthest/furthest[прим. 2]
- «старый» — old — older/elder — oldest/eldest[прим. 3]

## Наречия
Наречия могут иметь суффикс -ly: simply (просто), happily (счастливо), probably (наверное), usually (обычно); или не иметь суффикса: often (часто),  never (никогда), maybe (возможно), here (здесь), there (там).
Наречия могут быть в том же виде, как и прилагательные. Например, fast, far, hard, low, early, daily, weekly могут быть прилагательными или наречиями. Единственный способ отличить такие наречия от прилагательных — по их месту и функции в предложении. Прилагательные описывают существительное, а наречия описывают глагол, например:
- Это его ежедневная работа. (daily — прилагательное)
- Он занимается ежедневно. (daily — наречие)

## Числительные
Числительные в английском делятся на количественные (один, два, три и т. д.) и порядковые (первый, второй, третий и т. д.).

### Количественные
Основные числительные (от одного до десяти): one, two, three, four, five, six, seven, eight, nine, ten. Помимо них используются zero `ноль`, hundred `сто`, thousand `тысяча`. В числительных 100 и 1000 всегда стоит a или one: a hundred, one hundred; a thousand, one thousand. В сложных числительных от 200 и от 2000 слова hundred `сто` и thousand `тысяча` не имеют окончания -s: 200 two hundred, 300 three hundred; 2000 two thousand, 7000 seven thousand.
Числительные от 13 до 19 образуются от соответствующих простых числительных прибавлением -teen (у числительных 15 и 18 происходят фонетические и орфографические изменения: fifteen, eighteen). Числительные 11 и 12 имеют особые формы: eleven и twelve.
Названия десятков образуются суффиксом -ty. В числительных от 21 до 99 сначала указывается разряд десятков, а затем разряд единиц (при записи словами они могут разделяться дефисом, например, 32 thirty-two).
Числительные 21, 31, 41 и т. д., оканчивающиеся на 1, согласуются с существительным во множественном числе, например, 31 days, thirty-one days `тридцать один день`.

### Порядковые
Порядковые числительные образуются от количественных с помощью суффикса -th, например, four четыре, fourth четвертый. Порядковые числительные от количественных 1, 2, 3 имеют особые формы: first `первый`, second `второй`, third `третий` (в краткой записи 1st, 2nd, 3rd). В составных числительных, оканчивающихся на разряд единиц, порядковую форму имеет только последний компонент, например 21-й twenty first.

## Глаголы

### Классификация
Существует несколько признаков, по которым классифицируют глаголы.
- По способу образования — простые, производные и составные. Простые глаголы не имеют префиксов и суффиксов. Производные глаголы образуются из простых при помощи префиксов (например, un-, re-, dis-) или суффиксов (например, -ise/-ize, -ify, -en). Составные глаголы образуются при помощи слияния различных частей речи.
- По переходности — переходные и непереходные. Переходность — возможность иметь дополнение, объект действия. Например, «брать (книгу)» — переходный глагол, а «лежать» — непереходный.
- По способу образования причастия прошедшего времени и его простой формы прошедшего времени. У правильных глаголов они совпадают, у неправильных различаются.
- По значению. Различают глаголы действия («идти», «брать») и глаголы состояния («думать», «слышать»). Глаголы действия могут образовывать продолженные времена, а глаголы состояния не могут.
- По употреблению послелогов. Глаголы, после которых употребляется послелог, придавая им дополнительное значение, называют фразовыми.

Кроме того, выделяют группы вспомогательных (have, do, be) и модальных (can\could, may\might, must, shall\should, will\would; иногда также ought to, dare и need) глаголов, которые помимо использования в основных значениях участвуют в образовании составных форм.

### Основные формы
К основным формам относят:
- Инфинитив, начальную, словарную форму;
- Форму настоящего времени 3-го лица ед.ч. (инфинитив+s);
- Форму продолженного причастия (причастия настоящего времени, Participle I) и герундия (инфинитив+ing);
- Форму простого прошедшего времени (Past Simple);
- Форму причастия прошедшего времени (Participle II).

У правильных глаголов последние две формы совпадают и образуются прибавлением к инфинитиву стандартного окончания (-d или -ed в зависимости от последней буквы основы глагола).

### Видо-временные формы
Традиционно принято делить видо-временные формы английского языка на четыре видовые категории: Simple, Continuous, Perfect, Perfect Continuous; помимо них выделяют временные категории: Past, Present, Future. Иногда выделяют группу времён Future in the Past, но их употребление ограничено косвенной речью в придаточных предложениях.
Формы Simple (простые, Indefinite) употребляются чаще всего. Они представляют собой три формы: настоящего времени (инфинитив без to), настоящего времени третьего лица единственного числа («он\она\оно делает», инфинитив+s), прошедшего времени (у правильных глаголов — инфинитив+ed). Они обозначают обычные действия, в том числе многократные, состоящие из частей. У глаголов состояния эти формы употребляются в значении форм Continuous.
Формы Continuous (продолженные, Progressive) не образуются от глаголов состояния. У глаголов действия они образуются сочетанием глагола to be и их продолженного причастия, тогда спрягается только глагол to be так, как он спрягался бы при любом другом существительном или прилагательном. Формы Continuous обозначают продолжающееся непрерывно действие (например, формы to run и to be running различаются примерно как русские «бегать» и «бежать»).
Формы Perfect (совершенные) близки русскому совершенному виду. Они образуются при помощи глагола to have и причастия прошедшего времени смыслового глагола, спрягается при этом только to have. Они обозначают завершившееся к какому-то моменту действие. Из форм Perfect чаще всего употребляется настоящее время, прошедшее реже.
Формы Perfect Continuous (совершенные продолженные) совмещают значения двух предыдущих: они обозначают уже закончившееся действие, которое непрерывно продолжалось. Они образуются от спрягаемого глагола to have и причастия прошедшего времени продолженного глагола, в котором спрягаемая часть — to be, а смысловая часть — продолженное причастие смыслового глагола. Формы Perfect Continuous употребляются намного реже остальных.
Фактически, при образовании форм образуются несколько разных глаголов, самостоятельно изменяющихся по временам и контактирующих с модальными глаголами (если основной глагол X, то от него образуются — to X, to have X-ed, to be X-ing, to have been X-ing).

#### Будущее время
Будущее время в английском языке образуется разными способами. Основной способ — использование вспомогательного глагола will (или shall) и смыслового глагола в инфинитиве. Именно эта форма считается стандартной формой будущего времени, Future. Российская практика изучения английского языка предписывала использовать shall для первого лица, will для второго и третьего, но это не соответствует ни исторической, ни современной грамматике. В обычной речи shall используется как модальный в значении мягкого вопроса или предложения (What shall I do next? «Что мне [стоит] делать дальше?», Shall we dance? «[Может/давай] станцуем?»).
Наиболее часто shall встречается в языке юридических документов.
Более неформальный, разговорный способ — использование выражения to be going to со смысловым глаголом в инфинитиве. Сочетание going to часто сокращается до gonna.
Предыдущие два способа имеют оттенок неуверенности и употребляются при описании собственных намерений («я собираюсь сделать») или чужих, неподконтрольных говорящему действий («он сделает»). Для расписаний и неотвратимых событий используется Present Simple, а для уверенных планов, договорённостей — Present Continuous. Во многих случаях возможна замена Present Simple, Present Continuous и to be going. В большинстве случаев возможна замена to be going на will, меняющая лишь степень формальности сообщения.

#### Future in the past и условное наклонение
Формы future in the past (будущее в прошедшем), иногда называемые условным наклонением, используются в придаточных предложениях. Это четыре видовые формы, образуемые с помощью модального глагола would. Формы simple и continuous иногда называют «условным наклонением настоящего времени», а perfect и perfect continuous — «условным наклонением прошедшего времени».
Эти формы употребляются в придаточных предложениях, обозначающих косвенную речь, если в главном предложении используется глагол в прошедшем времени. Эти же формы употребляются в придаточных после to hope, to know и подобных. В таких случаях формы future in the past обозначают действия, последовавшие за действиями, выражаемыми в главном предложении.
В условных предложениях аналогичные формы (иногда не называемые future in the past) используются в главной части. В условных предложениях «2-го типа» используется «условное наклонение настоящего времени» (форма simple, реже continuous), а в условных предложениях «3-го типа» — «прошедшего времени» (perfect, крайне редко perfect continuous).

#### Повелительное наклонение
Форма повелительного наклонения совпадает с инфинитивом (без to). В предложениях с повелительным наклонением чаще всего опускается местоимение (ср. You work hard «Ты работаешь усердно» и Work hard! «Работай усердно»). Отрицательное повеление выражается глаголом do not (You are not late «Ты не опоздал» и Don’t be late! «Не опоздай»).
Для усиления смысла глагол do может употребляться в неотрицательных повелительных предложениях (Do be quiet! «Будь (же) тише!»). С той же целью в отрицательные предложения добавляется you перед do not (You don’t touch these! «Ты, не трогай эти [вещи]!»). В то же время достаточно часто местоимение you, не выражающее усиления, употребляется в отрицательных предложениях между don’t и смысловым глаголом (Don’t you touch these! «Не трогай эти [вещи]»).

#### Сослагательное наклонение
Сослагательное наклонение употребляется в предложениях, не выражающих объективные факты, в том числе выражающих желания, мнения, оно часто используется в придаточных предложениях.
Сослагательное наклонение настоящего времени совпадает с инфинитивом во всех формах (в том числе в 3 л. ед.ч.: изъявительное does, сослагательное do), в прошедшем времени оно совпадает с изъявительным. Отдельно стоит глагол to be, который в настоящем времени сослагательного наклонения имеет форму be, а в прошедшем — were.

##### Настоящее время
Сослагательное наклонение настоящего времени используется после слов, выражающих желание, требование, рекомендацию и т. д. Этими словами могут быть глаголы (insist, suggest, demand, prefer), прилагательные (necessary, desirable), существительные (recommendation, necessity), словосочетания (in order that), после них употребляется союз that (иногда в неформальных контекстах он опускается). Сослагательное наклонение обычно не употребляется с такими глаголами, как hope и expect, а также использующими особые конструкции, как want (например, предложение *I want that he wash up звучит неестественно, в отличие от I want him to wash up «Я хотела, чтобы он вымыл посуду»).
Другим случаем употребления сослагательного наклонения настоящего времени являются сочетания с союзом lest «чтобы не, как бы не», например I am running faster lest she catch me (=in order that she not catch me) «Я побежал быстрее, чтобы она не поймала меня». Оно может употребляться в предложениях с союзом whether, преимущественно в художественном, высоком стиле, напр. Whether they be friend or foe, we shall give them shelter «Будут они друзьями или врагами, мы дадим им приют». Изредка оно используется после союзов unless, until, whoever, wherever и т. д.
После некоторых слов может использоваться и изъявительное наклонение, но с другим смыслом, ср. I insist that he is here «Я настаиваю, что он здесь (я уверен в этом, он сейчас здесь)» и I insist that he be here «Я настаиваю, чтобы он был здесь (его здесь нет, и я требую его присутствия)». В неформальном британском английском различие в употреблении наклонений после таких слов, как insist, suggest и propose не соблюдается (предпочитается изъявительное для обоих значений), в отличие от американского.
Сослагательное наклонение настоящего времени может использоваться в условных придаточных предложениях (как If I be found guilty… «Если меня сочтут виновным…»), но такое использование считается архаичным и излишне формальным.
В большинстве случаев сослагательное наклонение взаимозаменяемо с формой с глаголом should, реже may/might и инфинитивом (это более характерно для британского английского).

##### Прошедшее время
Сослагательное наклонение в прошедшем времени совпадает с изъявительным у всех глаголов, кроме to be (он имеет форму were). Основная сфера его применения — придаточные условные предложения «2-го типа». Оно же употребляется после таких союзов, как suppose, as if, as though, unless и т. д. и в выражениях типа as it were «как это было». Кроме того, оно употребляется для выражения невыполнимого желания в эмоциональных высказываниях.
Некоторые носители в разговорной речи не используют were вместо was там, где оно должно использоваться, но в формальном английском оно обязательно и является признаком образованности говорящего.

#### Страдательный залог
Страдательный залог образуется от переходных глаголов с помощью глагола to be и причастия прошедшего времени смыслового глагола (им может быть любая конструкция, кроме конструкций с модальными глаголами). Теоретически можно образовать громоздкие сочетания страдательного залога от форм Perfect Continuous, но на практике наложено ограничение: в страдательном залоге не употребляются формы Perfect Continuous, страдательный залог Perfect употребляется редко и никогда не употребляется с модальными глаголами.

#### Примеры спряжения
Ниже даны образцы спряжения ряда глаголов. В первом ряду таблицы дан инфинитив, во втором — обычный и продолженный инфинитив, в третьем для каждого из них обычная и перфективная формы, в четвёртом — непосредственно используемые формы. В каждой ячейке из двух форм верхняя — действительного залога, нижняя — страдательного. Перед таблицей дан инфинитив глагола, его значение, особенности (неправильный, стативный и т. д.) и пять основных форм.
- Неправильный глагол to write «писать», имеющий формы write, writes, writing, written, wrote.

| Инфинитив to write to be written             |                                      |                                                      |                                                  |                                                         |                                                       |                                                                 |                                                             |
| Обычные to write to be written               | Обычные to write to be written       | Обычные to write to be written                       | Обычные to write to be written                   | Продолженные to be writing to be being written          | Продолженные to be writing to be being written        | Продолженные to be writing to be being written                  | Продолженные to be writing to be being written              |
| Несовершенные to write to be written         | Несовершенные to write to be written | Совершенные to have written to have been written     | Совершенные to have written to have been written | Несовершенные to be writing to be being written         | Несовершенные to be writing to be being written       | Совершенные to have been writing to have been being written     | Совершенные to have been writing to have been being written |
| Настоящее • write/writes • am/are/is written | Прошедшее • wrote • was/were written | Настоящее • have/has written • have/has been written | Прошедшее • had written • had been written       | Настоящее • am/are/is writing • am/are/is being written | Прошедшее • was/were writing • was/were being written | Настоящее • have/has been writing • have/has been being written | Прошедшее • had been writing • had been being written       |

- Стативный правильный глагол to own «иметь, обладать», имеющий формы own, owns, owning, owned, owned.

| Инфинитив, обычные формы to own to be owned |                                    |                                                  |                                              |
| Несовершенные to own to be owned            | Несовершенные to own to be owned   | Совершенные to have owned to have been owned     | Совершенные to have owned to have been owned |
| Настоящее • own/owns • am/is/are owned      | Прошедшее • owned • was/were owned | Настоящее • have/has owned • have/has been owned | Прошедшее • had owned • had been owned       |

### Вспомогательные глаголы
Вспомогательные глаголы — группа глаголов, которые используются с другими (смысловыми) глаголами для образования форм или выражения дополнительных значений. Наряду со служебным, у некоторых вспомогательных глаголов есть собственное значение.
Из особенностей вспомогательных глаголов:
- Они могут образовывать вопросительные предложения путём инверсии: порядок слов изменяется на вспомогательный глагол — подлежащее — смысловой глагол, вместо обычного подлежащее — вспомогательный глагол — смысловой глагол. Например, Can they sing? «Могут ли они петь?», но Do they like to sing? «Любят ли они петь?»;
- Они образуют отрицание добавление частицы not после них (у обычных глаголов для отрицания используется вспомогательный глагол do с not). Сравните They cannot sing и They don’t like to sing;
- Фразы с ними могут быть сокращёнными. Например, на вопрос Can you sing? можно ответить I can sing или I can, но на Do you like to sing? только I like to sing, но не * I like;
- Некоторые наречия могут располагаться между смысловым и вспомогательным глаголами. Сравните I can often sing и I often like to sing.

#### Глагол-связка
Глагол-связка to be имеет больше всего синтетических форм в английском языке. В настоящем и прошедшем времени он различается по числу и в некоторых случаях по лицу. Его причастия — been (прош.), being (продол.).
Глагол-связка используется в предложениях с именным сказуемым. На месте сказуемого может находиться продолженное причастие или причастие прошедшего времени смыслового глагола, образуя продолженные времена или формы страдательного залога соответственно.
|          | Настоящее                    | Настоящее | Прошедшее                     | Прошедшее |
|          | Ед.ч.                        | Мн.ч.     | Ед.ч.                         | Мн.ч.     |
| -------- | ---------------------------- | --------- | ----------------------------- | --------- |
| 1-е лицо | I am                         | we are    | I was                         | we were   |
| 2-е лицо | you are, уст. thou art/beest | you are   | you were, уст. thou wast/wert | you were  |
| 3-е лицо | he / she / it is             | they are  | he / she / it was             | they were |

В функции глагола-связки в английском языке могут также выступать глаголы smell, feel, seem, look, sound. В этом случае после них следует именная часть сказуемого, как правило, выраженная прилагательным. Например,
This soup smells good. Этот суп вкусно пахнет. (досл. Этот суп пахнет вкусным.)
This proposal sounds sensible. Это предложение толковое. (досл. Это предложение звучит толковым.)

#### Вспомогательный глагол to do
Глагол to do имеет самостоятельное значение «делать». В функции вспомогательного глагола глагол to do не имеет лексического значения и используется для образования отрицательных и вопросительных форм сказуемого, выраженного видо-временной формой Present Simple (Indefinite) и Past Simple (Indefinite) (см. раздел «Структура фразы»). Например,
He lives in England. He does not live in England. Does he live in England?
They live in England. They do not live in England. Where do they live?
В функции вспомогательного глагола to do всегда согласуется с подлежащим в лице и числе, а смысловой глагол стоит в форме инфинитива. Поэтому в утвердительном предложении He lives in England. форма lives имеет окончание -s, а в вопросительном предложении Does he live in England? глагол live не имеет данного окончания.
В своём собственном значении в вопросе\отрицании глагол to do сопровождается самим собой в качестве вспомогательного. Например, What do you do? I did not do anything.
Вспомогательный глагол to do не используется в вопросительных и отрицательных предложениях с модальными глаголами must, may, might, can, could, shall, should, will, would. Например,
He can speak English. Can he speak English? He can not speak Japanese.
С глаголом to have в модальном значении (аналог must) глагол to do используется. Например,
He has to do it. Does he have to do it?

#### Вспомогательный глагол to have
Глагол to have может использоваться в нескольких функциях. Он может использоваться как обычный глагол в собственном значении «иметь»: I have a dog. Он может использоваться как модальный глагол, близкий по значению к глаголу must. Он также может использоваться как вспомогательный глагол при образовании видо-временных форм Perfect и Perfect Continuous. В вопросительных предложениях со вспомогательным глаголом have используется инверсия, в отрицательных используется частица not. Например,
He has lived in England for many years. Has he lived in England for many years? He has not lived in England for many years.
He has been reading for an hour. Has he been reading for an hour? He has not been reading for an hour.
Если глагол to have используется в своём обычном значении, он образует вопросительную и отрицательную формы с помощью вспомогательного глагола to do. Например, Do you have a book?

### Модальные глаголы
Модальные глаголы — группа вспомогательных глаголов, которые могут присоединять к себе другие глаголы, выражая модальные значения. Они включают в себя can/could, may/might, shall/should, will/would и must (в парах первый глагол — настоящего времени, второй — прошедшего). «Полумодальными» называют глаголы, которые обладают некоторыми чертами модальных, к ним относят ought to, need, dare, had (better), used to.
Модальные глаголы обладают следующими особенностями:
- Они не изменяются, за исключением того, что некоторые из них имеют неправильные формы прошедшего времени. В частности, у них нет формы 3-го лица настоящего времени и форм причастий.
- Они являются недостаточными, то есть не употребляются как инфинитив, причастия, не используются в повелительном наклонении. Они не могут изменяться во видам (Continuous, Perfect и т. д.)
- Они используются как вспомогательные, присоединяя к себе чистый инфинитив. Как и у всех вспомогательных глаголов, у модальных происходит инверсия в вопросах, а отрицание выражается частицей not.

Прошедшее время
Прошедшее время у модальных глаголов имеет несколько иное значение. Регулярно как прошедшее время используется только глагол could (для can): I could swim «Я мог плавать» — прошедшее время для I can swim «Я могу плавать». Остальные глаголы (кроме must), чтобы подчеркнуть значение прошедшего времени, используют смысловой глагол в виде Perfect: I should have asked her «Я должен был спросить её»; You may have seen me «Вы могли видеть меня». В качестве аналога must «быть должным» в прошедшем времени используется had to, прошедшее время полумодального глагола have to с тем же значением.
Основная сфера употребления форм прошедшего времени модальных глаголов — условные предложения и косвенная речь. Если в прямой речи был модальный глагол, в косвенной он заменяется на свою форму прошедшего времени (по такому принципу образуются формы Future in the Past от Future: will > would).
В условных предложениях «2-го типа» и «3-го типа» модальные глаголы используются со смысловыми в главной части: If they (had) wanted to do it, they would (could/might) have done it by now. «Если бы они хотели сделать это, они бы могли уже сделали\могли сделать это».
Could употребляется как прошедшее время сослагательного наклонения для can в условных предложения «2-го типа» в условной части: I could speak French «Если бы я мог говорить по-французски, …». Модальные глаголы также употребляются в условной части предложений «1-го типа» вместо простых глаголов: if I should lose = should I lose = if I lose «Если бы я потерял, …», if you would/might/could stop doing that «Если бы вы (могли) перестать делать это, …» (предложения, как в последнем примере, употребляются как вежливая просьба).
После выражений желания (I wish; If only) также употребляется прошедшее время модальных глаголов.
can / could
Глагол can употребляется для выражения возможности в значениях «мочь, быть способным», «быть возможным, вероятным», «быть разрешенным»: I can speak English «Я могу (умею) говорить по-английски», You can smoke here «Вы можете (вам разрешено) курить здесь», There can be strong rivalry between siblings «Возможно (вероятно) сильное соперничество между детьми». Could, помимо значения прошедшего времени от can, используется во втором значении (вероятности): We could be in trouble here «У нас могут быть (возможны) проблемы здесь». Глаголы may, might, could используются для выражения возможности в отдельной ситуации (как в примере с «проблемами»), а can — в общем случае (как в примере с «соперничеством»).
В вопросах (просьбах) can и could взаимозаменимы: Can/could you pass me the cheese?
В разговорной речи глагол can часто употребляется с глаголами восприятия в настоящем времени: I can see a tree = I see a tree. В прошедшем времени, однако, можно сделать видовое различие: I could see it «Я мог видеть это (какое-то состояние)» vs. I saw it «Я (у)видел это (событие)».
Глагол could с инфинитивом в форме Perfect может использоваться для указания на нереальные события: I could have told him yesterday «Я мог сказать ему вчера (но не сказал)». Глагол can употребляется с Perfect-инфинитивом изредка, как альтернатива may have.
В отрицательной форме глагол can пишется как cannot, реже can not, а глагол could — could not. Их краткие формы — can’t, couldn’t. Отрицательные формы глагола can выражают невозможность, при этом отличаются от отрицательных форм may, сравните: it can’t\cannot be true «это не может быть правдой; это неправда» и it may not be true «это может не быть правдой; это может быть неправдой». Только иногда отрицание относится к смысловому глаголу, а не вспомогательному, тогда на not падает фразовое ударение: I could not do that, but I’m going to do it anyway «Я могу не сделать это, но я в любом случае буду делать».
may / might
Глагол may выражает возможность в двух значениях: вероятности и разрешенности (преимущественно, данное только что разрешение). Ср. The mouse may be dead «Мышь может быть мёртвой; Мышь, возможно, умерла» и You may leave the room «Вы можете покинуть комнату; Вам разрешено покинуть комнату».
Форма прошедшего времени might является синонимом may в первом, вероятностном значении (как и could). Глаголы could и might выражают несколько большую степень сомнения, чем may.
Во втором значении глагол might является более мягким, чем may: You may go now «Сейчас Вы можете идти» — You might go now if you feel like it «Сейчас Вы можете идти, если хотите».
Глагол may (might) также может выражать противительное значение «хотя, несмотря на»: He may be taller than I am, but he is certainly not stronger «Он может быть выше меня (хотя он, возможно, выше меня), но он точно не сильнее».
Более редкое использование may — выражение пожелания: May you live long and happy «Живите долго и счастливо», May the Force be with you «Да пребудет с тобой Сила».
С инфинитивом в форме Perfect глагол may выражает возможное событие в прошлом, а might либо то же, либо не случившееся событие в прошлом. Сравните: She may have eaten the cake «Она могла съесть торт (говорящий не знает, съела или нет)» и She might have eaten cake «Она могла (бы) съесть торт (либо то же, что и предыдущее, либо говорящий имеет в виду, что она не съела торт, хотя это было возможно)». Нужно иметь в виду, что использование этого глагола с Perfect-инфинитивом подразумевает вероятность (хотя второе значение might have может трактоваться и как разрешенность).
Отрицательная форма глагола may — may not, у неё нет сокращенного варианта (mayn’t вышло из употребления). Отрицательная форма might — might not, она может сокращаться до mightn’t, преимущественно в вопросах, в том числе «висячих»: Mightn’t I come in if I took my boots off? «Не могу ли я войти, если сниму ботинки?».
Значение отрицательной формы зависит от контекста: при выражении вероятности отрицание относится к смысловому глаголу, а не модальному: That may/might not be значит «Это может не быть»; при выражении разрешения отрицание относится к модальному глаголу или всей глагольной фразе в целом: You may not go now «Вы не можете идти сейчас; Вам нельзя идти сейчас» (лишь изредка, при ударении, особом акценте на отрицание и смысловой глагол отрицание касается только его: You may go or not go, whichever you wish «Вы можете идти или не идти, как пожелаете»).
shall / should
Глагол shall употребляется для выражения будущего времени при деятеле первого лица в качестве альтернативы глаголу will согласно нормативной грамматике. При употреблении для второго и третьего лица обозначает приказ или предсказание, в связи с чем часто употребляется в инструкциях и документах. Он же иногда употребляется для вопросов о разрешении (для первого, реже третьего лица): Shall I read now? «Должен ли я читать сейчас?»
Глагол should является аналогом would для первого лица (в условных предложениях и формах Future in the Past). В некоторых вариантах английского (в частности, в британском) сослагательное наклонение настоящего времени глаголов выражается их сочетанием с should (см. выше).
Кроме того, глагол should употребляется для выражения нормальных, принятых норм, более мягкого долженствования, чем must, have to: You should never lie «Ты никогда не должен врать (согласно этическим, общественным нормам)». Он же выражает вероятные события, которые могут произойти согласно теории или ожиданию: This should work «Это должно работать». В этих значениях ему эквивалентен глагол ought to.
С Perfect-инфинитивом shall употребляется в своих обычных значениях: как альтернатива will и для выражения повеления, просьбы. Глагол should с таким инфинитивом может как быть аналогом would, так и выражать некие внешне обусловленные события в прошлом, которые ожидались, но не случились (или неизвестно, случились ли): I should have done that yesterday «Я должен был сделать это вчера (ожидалось, что я сделаю это вчера)»
Отрицательные формы этих глаголов — shall not (shan’t), should not (shouldn’t). Отрицание относится к смысловому глаголу, а не модальному: you should not do this «Ты должен не делать этого».
will / would
Глагол will (часто сокращается до 'll) в подавляющем большинстве случаев используется для образования будущего времени (смотрите выше). В этом значении он эквивалентен конструкции be going to.
В немодальном значении will может выражать:
- Регулярное, обычное действие: he will make mistakes «Он, должно быть, совершает ошибки» (здесь глагол will имеет фразовое ударение, по смыслу соответствует Present Simple).
- Очень вероятное событие в настоящем: That will be John at the door «Это, должно быть, Джон у дверей».
- Повелительное значение: You will do it right now «Ты сделаешь это прямо сейчас; Сделай это прямо сейчас».

Глагол would используется как прошедшее время will в условных предложениях, косвенной речи (формы Future in the Past). Помимо этого он выражает:
- Вежливое желание: I would like «Я бы хотел… (=I want)», Would you (be so kind as to) do this? «Не могли бы Вы (быть так добры) сделать это? (=Please do this)».
- Регулярное, обычное действие в прошлом: Back then, I would eat early and would walk to school «Раньше я рано ел и шёл в школу» (примерно аналогично used to).

С Perfect-инфинитивом эти глаголы могут использоваться как в служебных, формообразовательных, так и в модальных значениях.
Отрицательные формы этих глаголов — will not (won’t), would not (wouldn’t). В модальных значениях этих глаголов отрицание относится к смысловому глаголу: you will not do it «Ты не сделаешь этого; Не делай этого».
must / had to
Глагол must выражает сильное долженствование: We must try to escape «Мы должны попытаться сбежать». Он же выражает вероятность с большой долей уверенности: It must be here somewhere «Это (точно) должно быть где-то здесь».
В значении долженствования этому глаголу равнозначен had to (в неформальной речи). Он часто употребляется в качестве прошедшего времени для must.
C Perfect-инфинитивом глагол must выражает только вероятность: Sue must have left «Сью должна была уже уйти (говорящий полностью уверен в этом, но не проверял)». Для выражения обязательности в прошедшем времени употребляется had to или другие синонимы.
Отрицательная форма этого глагола — must not (mustn’t), отрицание всегда относится к смысловому глаголу: You must not do this «Ты должен не делать этого». В значении необязательности употребляются глаголы need, have to: You don’t have to do it; You needn’t do it «Ты не должен этого делать». Отрицательная форма обычно не используется в значении вероятности, вместо неё чаще употребляется can: It can’t be here or «Это не может быть тут», Sue can’t have left «Сью не могла уйти».
Альтернативы
У некоторых модальных глаголов возможны замены на немодальные эквиваленты в формах, где модальные глаголы невозможны (инфинитив, причастие, повелительное наклонение и т. д.):
- can → be able to
- may → be allowed\permitted to
- must → have to
- will, shall → be going to (для выражения будущего времени)
- should, ought to → be supposed to

### Фразовые глаголы
Фразовые глаголы (англ. phrasal verbs) — это комбинация глагола с предлогом или наречием (или и тем, и другим одновременно), образующая неделимую семантическую единицу: to give away — отдавать бесплатно, разоблачать; to give back — возвращать; to give up — отказываться, сдаваться.
Фразовые глаголы в английском языке, как правило, используются в повседневном общении, в противоположность латинским глаголам, принадлежащим скорее письменной речи. Например, to put off вместо to postpone (отложить); to get out вместо to exit (выйти).
Различают три вида фразовых глаголов: с предлогом (в составе фразовых глаголов их также называют послелогами), с частицей (иначе — наречием) и смешанные (с частицей и предлогом). Терминология, связанная с фразовыми глаголами, весьма неоднозначна. Слова, называемые «частицами», «предлогами», «послелогами», «наречиями» фактически совпадают, и различаются больше по выполняемым функциям. Иногда говорят, что фразовый глагол — это глагол с частицей, а частица имеет два вида: предлог и наречие.
Фразовые глаголы с предлогом (послелогом) представляют собой обычные глаголы, употреблённые с предлогом для выражения особого значения или оттенка значения. Так, во фразе I ran into an old friend «Я столкнулся со старым другом» глагол run «бежать», употреблённый с предлогом into, имеет значение «столкнуться, случайно встретиться с кем-то». После предлога обязательно стоит объект действия (за некоторыми исключениями, например в вопросах, как What are you looking at? «На что ты смотришь?», где глагол look «смотреть», с предлогом at «смотреть на что-то», употреблён без объекта действия, так как слово what, обозначающее объект, вынесено в начало предложения (как вопросительное)).
Фразовые глаголы с частицей (наречием) представляют собой устойчивые, неразложимые сочетания глагола и частицы. Они необязательно имеют объект, как глагол dress down «просто, по-будничному одеваться». Фразовые глаголы этого типа по сути являются переходными (если имеют объект), а частица придаёт им дополнительное значение, при этом она функционирует не как предлог (не примыкает к объекту действия), а как наречие, определяющее глагол. Важной особенностью этого вида глаголов является возможность «сдвига», когда частица располагается за объектом (например, She handed it in «Она вручила это», где глагол hand «передавать» с частицей\наречием in имеет значение «вручать, подавать (заявление)», а объект действия it стоит сразу после глагола).
Смешанные фразовые глаголы представляют собой глаголы с частицей, употребленные с предлогом. Они функционируют так же, как и глаголы с предлогом. Пример: Who can put up with that? «Кто может вынести это?», где глагол to put «класть», с частицей up означает «стараться, показывать усилие (в конкурентной ситуации, борьбе)», а с предлогом with «претерпевать, смиряться с чем-то».
От типа фразового глагола зависит интонация. Так, предлоги\послелоги примыкают к слову-объекту действия, теряя собственное ударение, а частицы\наречия произносятся как обычные наречия, с собственным ударением. В вопросительных фразах (см. выше) и страдательном залоге у глаголов с предлогом пропадает объект, поэтому они (предлоги) произносятся с ударением, как частицы, ср.
- His grandmother looked after him. — He was looked after by his grandmother «Его бабушка присматривала за ним» (с предлогом)
- They will send him away to school. — He will be sent away to school «Они пошлют его в школу» (с частицей)

Отличия фразовых глаголов с предлогами и с частицами наглядно показаны на древах зависимостей.
a. с предлогом 
b. с частицей и предлогом (вопрос) 
c. с частицей и предлогом (утверждение) 
d. с частицей (непереходный, вопрос) 
e. с частицей (переходный, с объектом и обстоятельством) 
f. с частицей (с объектом)
Сдвиг (shifting) — явление, происходящее в переходных фразовых глаголах с частицей\наречием, перемена мест между частицей и объектом глагола. Это явление не происходит у глаголов с предлогом. Сравните:
a. You can bank on Susan. «Ты можешь положиться на Сьюзан». (on — предлог)
b. You can bank her on. (Слово, управляемое предлогом, не может предшествовать предлогу.)
a. You can take on Susan. «Ты можешь взять Сьюзан (на работу)». (on — частица)
b. You can take her on. «Ты можешь её взять (на работу)». (Объект глагола с частицей может предшествовать частице.)
a. He is getting over the situation. «Он может справиться с ситуацией». (over — предлог)
b. He is getting it over. (Слово, управляемое предлогом, не может предшествовать предлогу.)
a. He is thinking over the situation. «Он обдумывает ситуацию». (over — частица)
b. He is thinking it over. «Он это обдумывает». (Объект глагола с частицей может предшествовать частице.)
Одним из условий сдвига является «лёгкость» слова-объекта. Лёгкими считают односложные, часто двусложные слова, многие трёхсложные могут употреблять как после частицы, так и перед ней. Слишком «тяжёлые» слова и словосочетания в нормальной речи следуют после частицы, но для усиления могут идти перед ней. Сравните:
a. Fred chatted up the girl with red hair. «Фред флиртовал с рыжеволосой девушкой». (Нормальный порядок слов.)
b. Fred chatted her up. «Фред с ней флиртовал». (her — лёгкое, произошёл сдвиг.)
c. Fred chatted the girl up. «Фред флиртовал с (этой) девушкой». (The girl — также лёгкое.)
d. Fred chatted the redhead up. «Фред флиртовал с рыжеволосой». (трёхсложные слова и сочетания могут быть в обеих позициях для многих носителей.)
e. Fred chatted the girl with red hair up. (сдвиг маловероятен.)
a. They dropped off the kids from that war zone. «Они вытащили детей из той военной зоны». (Нормальный порядок слов.)
b. They dropped them off. «Они вытащили их». (them — лёгкое, произошёл сдвиг.)
c. They dropped the kids from that war zone off. (сдвиг маловероятен.)
a. Mary made up a really entertaining story. «Мери сочинила действительно захватывающий рассказ». (Нормальный порядок слов.)
b. Mary made it up. «Мери создала (сочинила) это». (it — лёгкое, произошёл сдвиг.)
c. Mary made a really entertaining story up. (сдвиг маловероятен.)

## Предлоги и послелоги

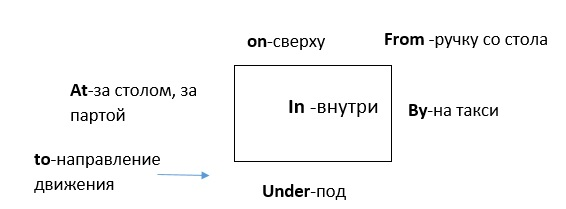
Ряд английских предлогов

Предлоги употребляются с существительными или местоимениями и стоят перед ними, образуя словосочетание, которое выполняет функцию косвенного дополнения или обстоятельства в предложении.
Послелоги (они же брошенные предлоги) употребляются с глаголом и стоят за ним, при этом после них подразумевается уже упомянутое существительное, например: What are you talking about? «О чём вы говорите?», This bed looks as if it has been slept in «Эта кровать выглядит так, как будто в ней спали», This is the book (that) I told you about «Это та книга, о которой я тебе говорил».

## Синтаксис

### Структура фразы
В английском языке любое предложение имеет в своём составе сказуемое, выраженное глаголом. Русским предложениям с именным сказуемым типа Он — мужчина. соответствуют предложения с глаголом-связкой to be: He is a man. Различают три типа предложений: утвердительное, отрицательное и вопросительное.
В утвердительных употребляется основная видо-временная форма сказуемого (He is English. He lives in England.).
В вопросительных предложениях происходит инверсия: сказуемое (или его часть) ставится перед подлежащим (Is he English?). Если сказуемое выражено не глаголом-связкой to be, не модальным глаголом и не вспомогательным глаголом to have, то используется вспомогательный глагол to do (Does he live in England?).
В отрицательных предложениях используется отрицательная частица not. Она ставится после сказуемого, выраженного глаголом-связкой to be, модальным глаголом или вспомогательным глаголом to have (He is not English.), в остальных случаях—после вспомогательного глагола to do (He does not live in England.).

### Безличные предложения
Безличными предложениями называют такие фразы, в которых даётся информация о действии или состоянии, возникающем и существующем независимо от производителя действия или носителя состояния. В английском языке подобные предложения строятся при помощи оборота «it is/was/will be» с прилагательным, существительным, причастием, например: It’s dark «Темно», It was raining when I got home «Шёл дождь, когда я пришёл домой», It won’t be raining tomorrow «Завтра не будет идти дождь». По общим правилам безличные предложения могут преобразовываться в вопросительные и отрицательные, например: Does it often rain in summer? «Часто ли идёт дождь летом?».
Некоторые лингвисты относят слова Yes и No к уникальной части речи — «слова-предложения» (вариант безличного предложения), в которую входят только эти два слова и их производные формы.

### Бытийные предложения
Конструкция There is (there are) грамматическая конструкция в английском языке, используемая, когда хотят сказать, что что-то существует (или не существует) или находится где-то. Подлежащее (предмет, о котором идет речь) ставится после глагола, а на первое место ставится слово there..
Служебные слова, используемые с There is (are):
1. Some — только в утвердительных
2. Any — в отрицательных и вопросительных
3. Many — много для тех, кого можно посчитать
4. Much — много для неисчисляемых
5. A lot — для утвердительных
6. A few — для исчисляемых
7. A little — для неисчисляемых

Примеры использования:
1. There are some books there. Там есть какие-то книги.
2. Are there any books on that table? На том столе есть книги?
3. There are very many books there. Там есть очень много книг.
4. There are few books here. Здесь несколько книг.
5. There is some water in that bottle. В той бутылке есть некоторое количество воды.
6. Is there any water there? Там есть (некоторое количество) воды?
7. Is there very little water here? Здесь очень мало воды?
8. Is there a little water? Там есть немного воды?
9. There were some books there. Там были какие-то книги.
10. Will there be any new articles in that journal? Будут новые статьи в том журнале?
11. There were not any books in your bag. Не было никаких книг в вашем портфеле.

### Complex subject (сложное подлежащее)
Complex subject (сложное подлежащее) — конструкция, состоящая из существительного или местоимения в именительном падеже и инфинитива. Переводится на русский язык придаточным предложением. Часто используется для научного изложения текста в английском языке.
Различают три случая:
1. Сказуемое выражено рядом глаголов в страдательном залоге (to know, to report, to say, to consider, to believe). Так выражение «Известно, что он говорит на двух иностранных языках» будет в Complex subject: He is known to speak two foreign languages. В разговорном стиле это было бы как: It is known that he speaks 2 foreign languages.. Конструкция He to speak-сложное подлежащее, known — сказуемое в страдательном залоге. Также: «Считается, что эксперимент длится уже 1,5 года» будет в Complex subject: The experiment is considered to have been lasting for 1 year and 6 months.
2. Сложное подлежащее для глаголов to seem, to appear-появляться, to prove-доказывать, to happen, to chance, to turn out. Так выражение «Кажется, он знает английский очень хорошо» будет в Complex subject: He seems to know English well. Это же выражение в разговорном стиле: It seems that he knows English well. Отрицание вводится в сказуемое: He does not seem to known English well. Казалось, что он не знает английский. Примеры: Кажется, что он знал английский язык в прошлом. He seems to have known English then last. Оказывается, что он сейчас работает над этой статьей. He appears to be working on that article.
3. Сказуемое выражено глаголом to be+прилагательными likely-вероятный, unlikely — маловероятный, certain sure — несомненный. Так выражение «Маловероятно, что он сделает эту работу» будет в Complex subject: He is unlikely to do the work. Также: «Вероятно, они закончат работу завтра» будет в Complex subject: They are likely to finish the work tomorrow.

Примеры использования:
- He is known to have spoken English 5 years ago. Известно, что он говорил на английском пять лет назад.
- He is known to be working on the article.Известно, что он работает над статьей.
- She is said to have translated this article last month. Говорят, что она перевела статью в прошлом месяце.
- They were reported to will come in may. Сообщалось, что они приедут в мае.
- They are not known to finish the experiment in time. Известно, что они не закончат эксперимент вовремя.
- He is said to be working on this experiment. Говорят, что сейчас он работает над этим экспериментом.

### Сложноподчинённые предложения (СПП)
Состоят из главного(main) и придаточного (subordinate). Например: Он говорит, что они знают английский язык хорошо. — He says that they know English well.
Различают придаточные: времени (отвечающее на вопросы когда?), места (где? куда?), условия (при каком условии?).
Например:
- Когда Анна приезжает домой, они с сестрой делают домашнее задание. When Ann comes home, her sister and she do homework.
- Он иногда спрашивает студентов, где они живут. He sometimes asks the students, where they live.
- Он не часто спрашивает студентов, где они живут. He doesn’t often ask the students where they live.
- Он часто спрашивает студентов, где они живут? Does he often ask the students where they live?

Если СПП с придаточным времени или с придаточным условия то в английском языке в будущее время ставятся только главные предложения, придаточное ставится в Present simple. Например:
- Он сделает домашнее задание, когда она поможет ему. He will do his homework when she helps him.
- Он сделает домашнее задание, если она поможет ему. He will do his homework if she helps him.
- Он спрашивает, когда она будет дома. He asks when she will be at home.
- Он сделает домашнее задание, когда она будет дома. He will do homework when she is at home.

Past Perfect в СПП употребляется в том случае, если есть сложноподчиненное предложение с придаточным времени, действие в главном и придаточном времени относиться к прошедшему. Там, где действия происходят раньше — Past Perfect, где позже — Past Simple. Например: Когда я вошёл в комнату, он уже перевел статью. When I came into the room, he had already translated the article.
Past Perfect в СПП употребляется также если действие происходит одновременно. Например: Пока они играли в футбол, они переводили статью.

#### Косвенная речь и согласование времён
Согласование времён имеет место в сложноподчинённых предложениях с придаточным дополнением (отвечает на вопрос: кого? Чего?)
Различают прямую речь (direct speech) — слова автора, косвенную речь (indirect speech). «Он сказал, что поедет в Санкт-Петербург на следующей неделе». В данном предложении «Он сказал» — direct speech, «что поедет в Санкт-Петербург на следующей неделе» — indirect speech.
1. Если в придаточном предложении есть сослагательное наклонение (с частичкой «бы»), то правило согласования не работает. Например: Он сказал, что она хотела бы поехать в Италию.  He said that she would like to go to Italy.
2. Если в придаточном предложении есть модальные глаголы must, should — а действия относятся к настоящему или будущему, то согласование времён не выполняется — не нужно. Он сказал, что она должна написать статью.  He said that she must write an article.
3. Если придаточное предложение само является сложным, то есть содержит другие придаточные к себе — то все другие придаточные предложения тоже подлежат согласованию времён. Например: Он сказал, что он напишет статью если его друзья помогут ему. He said that he would write an article if his friends helped him.
4. Если есть when или if — придаточное предложение будет в Past simple. Например: Он сказал, что сделает домашнее задание, когда возьмёт книгу у друга.  He said he would do his homework when he borrowed a book from a friend.
5. В придаточных предложениях иногда, чтобы не запутаться во времени при передаче прямой речи с помощью косвенной, меняются слова. Вместо this-that, today-that day, ago-before, tomorrow-next day.
6. Если в придаточном предложении при согласовании времён есть ряд последовательных действий, относящихся к прошлому, то первое из этих действий становится в Past perfect, а остальные могут стоять в Past simple. Если появляется действие, которое нарушает последовательность, то оно ставится в Past perfect. Например: Он сказал, что его сестра пришла домой, сняла пальто, помыла руки, открыла холодильник, а брат уже съел её мороженое. He said his sister had come[5] home, took off her coat, washed her hands, opened the refrigerator, and her brother had already eaten[5] her ice cream.

Примеры согласования времён:

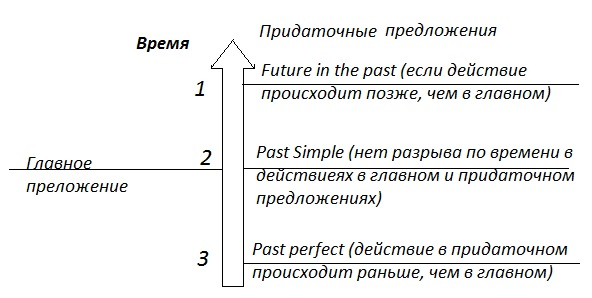
Схема согласования времен в английском языке

1. Случай 1 (см. схему). Он сказал, что в следующем году он будет жить в этом доме тоже. He said that he would live in this house next year too.
2. Случай 2 (см. схему). Он сказал, что она живёт в этом доме. He said that she lived in this house.
3. Случай 3 (см. схему). Она сказала, что её подруга жила в том доме три года тому назад. She said that her friend had lived in that house 3 years before.
4. Он думает, что она сделает домашнее задание в понедельник. He thinks that will do on Monday.

1. 150 английских предлогов — список